# Märchen & Mythen
Märchen & Mythen es el undécimo álbum de Faun, fue lanzado el 15 de noviembre de 2019.

## Lista de canciones
| N.º | Título                           | Duración |  |
| 1.  | «Es war einmal…»                 | 2:43     |  |
| 2.  | «Rosenrot»                       | 3:35     |  |
| 3.  | «Seemann»                        | 4:35     |  |
| 4.  | «Hagazussa»                      | 4:59     |  |
| 5.  | «Sieben Raben»                   | 4:34     |  |
| 6.  | «Aschenbrödel»                   | 3:30     |  |
| 7.  | «Die weisse Dame»                | 4:45     |  |
| 8.  | «Jorinde»                        | 3:56     |  |
| 9.  | «Spieglein, Spieglein»           | 3:43     |  |
| 10. | «Drei Wanderer» (ft. Versengold) | 3:17     |  |
| 11. | «Holla»                          | 6:22     |  |
| 12. | «The Lily»                       | 5:30     |  |
| 13. | «Falada»                         | 4:00     |  |
| 14. | «Thalia»                         | 4:31     |  |
| 15. | «Sieben Raben» (acústica)        | 4:22     |  |